# 廖玉麟 (進士)
廖玉麟（?—?），福建閩縣人，清朝政治人物。
廖玉麟為乾隆二十八年（1763年）癸未科進士。乾隆四十二年三月（1777年4月）由福建邵武府學教授調任臺灣府儒學教授。